# 구드 호몰로사인 도법

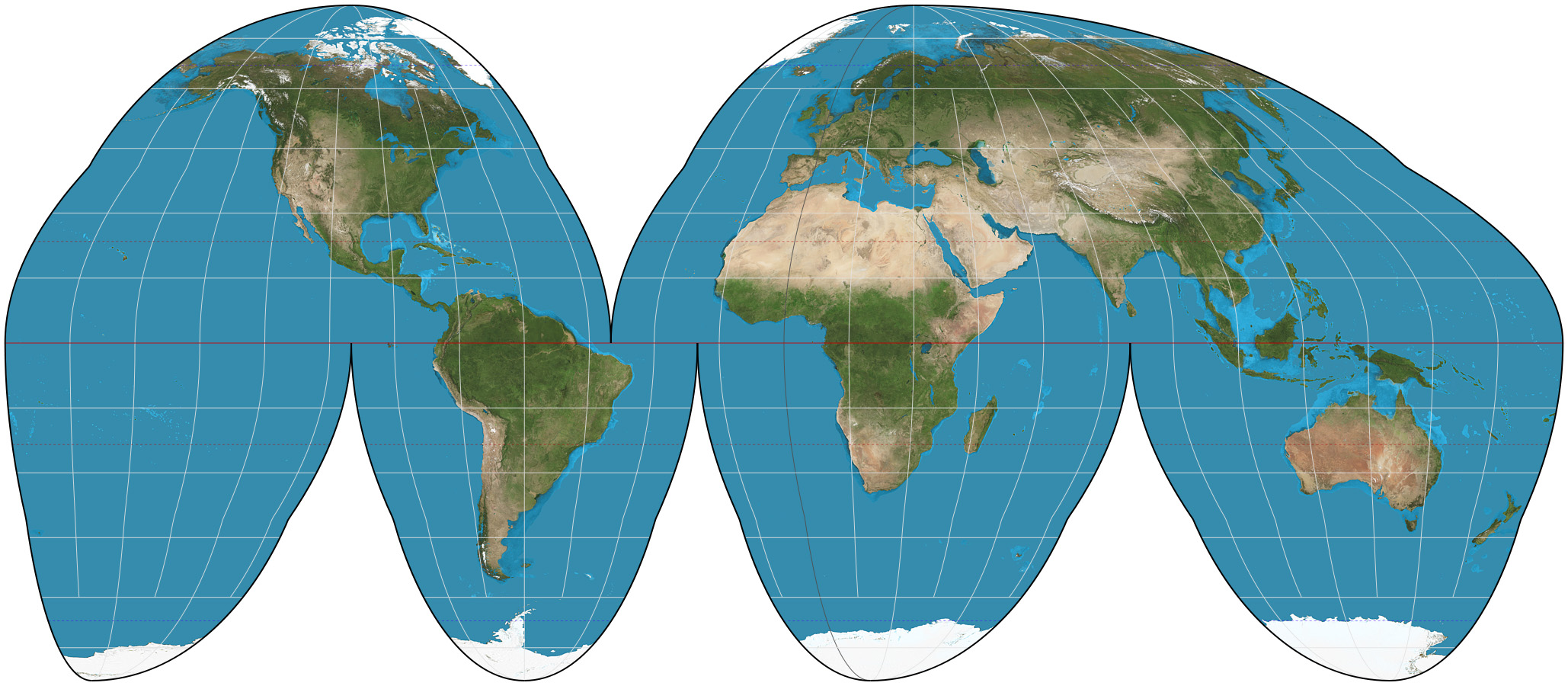

구드 호몰로사인 도법(Goode homolosine projection)은 1923년 미국의 존 폴 구드가 개발한 정적도법으로 구드도법, 호몰로사인도법이라고도 한다. 고위도 왜곡이 적은 몰바이데 도법과 저위도 왜곡이 적은 시뉴소이드 도법을 합쳐놓은 도법으로 몰바이데 도법의 경선 길이가 실제와 일치하는 남·북위 40°44′11.8″N/S선을 기준으로 고위도는 몰바이데 도법, 저위도는 시뉴소이드 도법을 적용했다. 특히 바다(해도에서는 대륙)의 중심을 기준으로 단열하여 왜곡을 줄이기도 한다. 세계의 각종 분포도에 많이 쓰였으나 바다가 잘리기 때문에 근래에는 사용이 적어졌다.